# 西藏肉叶荠
西藏肉叶荠（学名：Braya tibetica f. tibetica）为十字花科柏蕾荠属肉叶荠下的一个变型。